# 大衛·萊斯利·強森-麥古德瑞克
大衛·萊斯利·強森-麥古德瑞克（英語：David Leslie Johnson-McGoldrick）是一名美國編劇和製片人。

## 早期生活
強森畢業於列克星頓高中。他在19歲時撰寫了他的第一劇本。他就讀於俄亥俄州立大學，並獲得攝影及電影的美術學士學位。

## 職業生涯
強森的職業生涯始於法蘭克·戴瑞邦執導的《肖申克的救赎》的製作助理，該片在強森的家鄉俄亥俄州曼斯菲爾德拍攝，地點是歷史悠久的曼斯菲爾德勞改所，強森的曾祖父曾在那里當過獄警。強森在接下來的五年中擔任戴瑞邦的助理，並利用這個機會磨練他作為編劇的技巧。他至少為被取消的《Return of the Thing》寫了兩部劇本，這是約翰·卡本特1982年經典作品的四小時續集迷你劇。該項目最終被取消，原因不明。他將進一步與戴瑞邦在他的電視系列劇《陰屍路》和《黑色洛城》中合作。
強森與電影製片人溫子仁進行過多次合作，包括為《招魂》系列電影、超自然調查員華倫夫婦的真實案件的戲劇化創作，以及DC漫畫電影《水行俠》及其即將推出的續集做出貢獻。他還將撰寫《閃電俠》的續集。

## 影視作品

### 電影
| 年份 | 標題             | 職務 | 職務   | 職務 | 備註                                              |
| 年份 | 標題             | 編劇 | 製片人 | 其他 | 備註                                              |
| ---- | ---------------- | ---- | ------ | ---- | ------------------------------------------------- |
| 1994 | 《肖申克的救赎》 | 否   | 否     | 是   | 製片助理                                          |
| 1999 | 《》             | 否   | 否     | 是   | 法蘭克·戴瑞邦的助理                               |
| 2009 | 《》             | 是   | 否     | 否   | 根據的艾力克斯·梅斯故事編寫劇本                   |
| 2011 | 《血紅帽》       | 是   | 否     | 否   |                                                   |
| 2012 | 《》             | 是   | 否     | 否   | 與丹·馬佐和葛瑞格·貝蘭提共同編劇                  |
| 2016 | 《厲陰宅2》      | 是   | 否     | 否   | 與查德·海耶斯、凱利·W·海斯和溫子仁共同編劇        |
| 2018 | 《水行俠》       | 是   | 否     | 否   | 與威爾·比爾共同編劇                               |
| 2021 | 《》             | 是   | 否     | 否   | 與溫子仁共同編劇                                  |
| 2021 | 《至死不渝》     | 否   | 是     | 否   |                                                   |
| 2022 | 《》             | 故事 | 執行   | 否   | 與艾力克斯·梅斯共同編劇                           |
| 2023 | 《水行俠2》      | 是   | 否     | 否   | 與溫子仁、傑森·摩莫亞和托馬斯·帕亞·西貝特共同編劇 |
| TBA  | 《厲陰宅4》      | 是   | 否     | 否   |                                                   |

### 電視劇
| 年份     | 標題         | 職務 | 職務   | 備註                      |
| 年份     | 標題         | 編劇 | 製片人 | 備註                      |
| -------- | ------------ | ---- | ------ | ------------------------- |
| 2011－22 | 《陰屍路》   | 是   | 顧問   | 編劇：14集 製片顧問：32集 |
| 2013     | 《黑色洛城》 | 是   | 否     | 2集                       |

## 外部連結
- 大衛·萊斯利·強森-麥古德瑞克在互联网电影资料库（IMDb）上的資料（英文）